# Luigi Miliani
Luigi Miliani (Livorno, 17 settembre 1875 – Venezia, 19 novembre 1944) è stato uno scacchista e ingegnere italiano.

## Biografia
È noto soprattutto per essere stato presidente della Federazione Scacchistica Italiana dal 1920, anno della sua fondazione, fino alla morte nel 1944 (con una breve interruzione nel 1924, anno in cui fu presidente Casimiro Guidelli).
Di professione ingegnere idraulico, entrò a far parte del genio civile: tra i suoi progetti più notevoli si ricordano la Cassa di espansione sul fiume Guà a Montebello Vicentino (1926), prima opera di tale genere in Italia, e il Piano di Sistemazione Generale Adige, Garda, Mincio, Tartaro, Canalbianco, Po di Levante, detto "Progetto Milani" (1938). Dal 1926 al 1944 fu presidente del Magistrato alle acque di Venezia. Fu anche presidente onorario del Consiglio Superiore dei Lavori pubblici.
Si avvicinò agli scacchi sotto la guida dell'avvocato Emilio Orsini, suo concittadino, e nel 1898 partecipò al primo torneo per corrispondenza dell'U.S.I. (Unione Scacchistica Italiana), vincendolo. Dopo questo lungo torneo si orientò verso gli studi teorici.
Dal 1900 al 1903 fu condirettore con Carlo Salvioli della Nuova Rivista degli Scacchi, per la quale scrisse molti articoli teorici. Nel 1907 collaborò alla stesura della III edizione del "Manuale degli scacchi" di Amerigo Seghieri e Emilio Orsini. Nel 1905 rielaborò per intero quest'opera, che divenne da allora nota col suo nome. Successivamente uscirono altre edizioni rivedute, nel 1922 e 1935.
Nel 1906 fu nominato Maestro "ad honorem" e prese parte al Torneo Nazionale di Milano, classificandosi 4º (vinse Giovanni Martinolich). Nel primo campionato italiano di Viareggio nel 1920 (vinto da Stefano Rosselli del Turco) giunse decimo e l'anno successivo ottavo nel IIIº torneo Crespi di Milano. Giunse ottavo anche nel Torneo internazionale di Trieste del 1923, vinto da Paul Johner. 

Nel torneo di Merano 1924, il più forte torneo internazionale disputato fino ad allora in Italia, ottenne una patta con il grande Akiba Rubinstein. Sempre nel 1924 prese parte nella squadra italiana alla I Olimpiade degli scacchi tenutasi a Parigi, ottenendo 5,5 punti su 13.
Fu tra i principali organizzatori, nel 1929, del torneo internazionale di Venezia.
Tra i suoi articoli teorici vanno ricordate le sue analisi tendenti alla riabilitazione del gambetto Evans, in particolare quelle sulla variante Lasker di questa apertura, pubblicati sull'Italia Scacchistica nel 1940 e 1941.